# یونا فریدمن

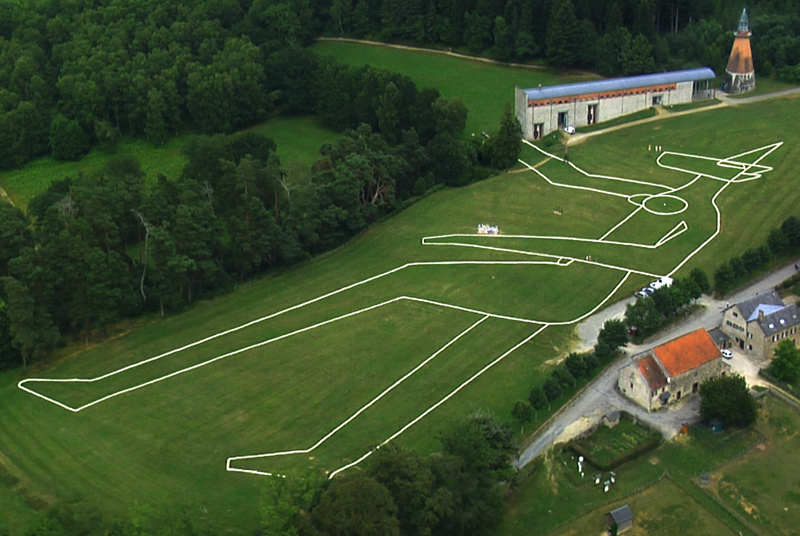
یونا فریدمن

یونا فریدمن (انگلیسی: Yona Friedman؛ زادهٔ ۵ ژوئن ۱۹۲۳ – درگذشته ۲۱ فوریه ۲۰۲۰) یک معمار اهل فرانسه بود.